# Sankhibra
Sankhibra Amenemhat (VI), a volte riportato come Ameny-Antef-Amenemhat (fl. XVIII-XVII secolo), è stato un sovrano egizio inserito nella XIII dinastia.

## Biografia
Il nome di questo sovrano, che usa lo stesso nome Horo (Sehertawy) del fondatore della XI dinastia, Antef I, compare nel Canone Reale e nella sala degli antenati di Karnak, dove è citato come Sankhibra-Amenemhat, figlio di Antef figlio di Ameny. Secondo alcuni l'Antef citato potrebbe essere Iufeni che in un sigillo è detto anche Antef.
Mancano del tutto le informazioni sulla durata del suo regno e su quale parte dell'Egitto abbia effettivamente governato.

## Liste reali
| N5 | s | S34 | n · Aa1 | Z1 |

| N5 | s | S34 | n · Aa1 | Z1 |

| N5 | s | S34 | n · Aa1 | Z1 |

| N5 | s | S34 | n · Aa1 | Z1 |

| N5 | s | S34 | n · Aa1 | Z1 |

| N5 | s | S34 | n · Aa1 | Z1 |

| N5 | s | S34 | n · Aa1 | Z1 |

| N5 | s | S34 | n · Aa1 | Z1 |

| N5 | S29 | S34 | ib |

| N5 | S29 | S34 | ib |

| N5 | S29 | S34 | ib |

| N5 | S29 | S34 | ib |

| N5 | S29 | S34 | ib |

| N5 | S29 | S34 | ib |

| N5 | S29 | S34 | ib |

| N5 | S29 | S34 | ib |

## Titolatura
| G5 |

| G5 |

| S29 | O4 · D21 | N16 · N16 |

| S29 | O4 · D21 | N16 · N16 |

| S29 | O4 · D21 | N16 · N16 |

| S29 | O4 · D21 | N16 · N16 |

| S29 | O4 · D21 | N16 · N16 |

| S29 | O4 · D21 | N16 · N16 |

| S29 | O4 · D21 | N16 · N16 |

| S29 | O4 · D21 | N16 · N16 |

| G16 |

| G16 |

| S29 | S42 | N28 · D36 | G43 |

| S29 | S42 | N28 · D36 | G43 |

| G8 |

| G8 |

| S38 | C10 |

| S38 | C10 |

| M23 · X1 | L2 · X1 |

| M23 · X1 | L2 · X1 |

| N5 | S29 | S34 | F34 |

| N5 | S29 | S34 | F34 |

| N5 | S29 | S34 | F34 |

| N5 | S29 | S34 | F34 |

| N5 | S29 | S34 | F34 |

| N5 | S29 | S34 | F34 |

| N5 | S29 | S34 | F34 |

| N5 | S29 | S34 | F34 |

| G39 | N5 |

| G39 | N5 |

| M17 | Y5 · N35 | M17 | M17 | W25 | N35 · X1 | I9 | M17 | Y5 · N35 | G17 | F4 · X1 |

| M17 | Y5 · N35 | M17 | M17 | W25 | N35 · X1 | I9 | M17 | Y5 · N35 | G17 | F4 · X1 |

| M17 | Y5 · N35 | M17 | M17 | W25 | N35 · X1 | I9 | M17 | Y5 · N35 | G17 | F4 · X1 |

| M17 | Y5 · N35 | M17 | M17 | W25 | N35 · X1 | I9 | M17 | Y5 · N35 | G17 | F4 · X1 |

| M17 | Y5 · N35 | M17 | M17 | W25 | N35 · X1 | I9 | M17 | Y5 · N35 | G17 | F4 · X1 |

| M17 | Y5 · N35 | M17 | M17 | W25 | N35 · X1 | I9 | M17 | Y5 · N35 | G17 | F4 · X1 |

| M17 | Y5 · N35 | M17 | M17 | W25 | N35 · X1 | I9 | M17 | Y5 · N35 | G17 | F4 · X1 |

| M17 | Y5 · N35 | M17 | M17 | W25 | N35 · X1 | I9 | M17 | Y5 · N35 | G17 | F4 · X1 |

## Altre datazioni
| Autore | Anni di regno         |
| ------ | --------------------- |
| Franke | 1730 a.C. - 1724 a.C. |